# Boucaid
Boucaid (în arabă بوقايد) este o comună din provincia Tissemsilt, Algeria.
Populația comunei este de 8.843 de locuitori (2008).